# Indonesien ved sommer-OL 2020
Indonesien deltog under Sommer-OL 2020 i Tokyo som blev afviklet i perioden 23. juli til 8. august 2021.

## Medaljer
| 2020 Tokyo | Guld | Sølv | Bronze | Total |
| Indonesien | 1    | 1    | 3      | 5     |

### Medaljevinderne
| Indonesien under sommer-OL 2020 i Tokyo | Indonesien under sommer-OL 2020 i Tokyo | Indonesien under sommer-OL 2020 i Tokyo | Indonesien under sommer-OL 2020 i Tokyo | Indonesien under sommer-OL 2020 i Tokyo |
| Medalje                                 | Navn                                    | Sport                                   | Event                                   | Dato                                    |
| --------------------------------------- | --------------------------------------- | --------------------------------------- | --------------------------------------- | --------------------------------------- |
| Guld                                    | Greysia Polii Apriyani Rahayu           | Badminton                               | Damedouble                              | 2. august                               |
| Sølv                                    | Eko Yuli Irawan                         | Vægtløftning                            | Mændenes 61 kg                          | 25. juli                                |
| Bronze                                  | Windy Cantika Aisah                     | Vægtløftning                            | Kvindernes 49 kg                        | 24. juli                                |
| Bronze                                  | Rahmat Erwin Abdullah                   | Vægtløftning                            | Mændenes 73 kg                          | 28. juli                                |
| Bronze                                  | Anthony Sinisuka Ginting                | Badminton                               | Herresingle                             | 2. august                               |